# Хорошенков, Кирилл Вячеславович
Кирилл Вячеславович Хорошенков (англ. Kirill Horoshenkov) - британский учёный русского происхождения, профессор акустики Брэдфордского университета. Лауреат медали Тиндаля (2006г).
В 1989 году окончил МИРЭА по специальности "электроакустика и ультразвуковая техника". Некоторое время работал инженером в Акустическом институте РАН и программистом в московском издательстве. В 1992 году посетил Лафборский университет в Великобритании. В том же году принят в аспирантуру Брэдфорского университета, которую окончил в 1995 году. Преподает в Брэдфорском университете, с 2005 года профессор акустики. В 2008 году Хорошенков награждён второй по значимости наградой Акустического института Великобритании - медалью Тиндаля.

## См.также
профайл на сайте Брэдфордского университета